# Valentin Silaghi
Valentin Silaghi (* 19. April 1957 in Bobâlna) ist ein rumänischer Boxtrainer und ehemaliger Boxer, der eine Bronzemedaille im Mittelgewicht bei den Olympischen Sommerspielen 1980 in Moskau gewann.

## Boxkarriere
Silaghi wurde 1974 Rumänischer Juniorenmeister im Halbmittelgewicht und 1975 Rumänischer Juniorenmeister im Mittelgewicht.
Bei den Erwachsenen wurde er 1978, 1980 und 1981 jeweils Rumänischer Meister im Mittelgewicht und gewann 1980 und 1981 das internationale Golden Belt Tournament in Bukarest.
Bei der Europameisterschaft 1979 in Köln unterlag er erst im Finalkampf gegen Tarmo Uusivirta und konnte dadurch Vize-Europameister im Mittelgewicht werden. Bei den Olympischen Sommerspielen 1980 in Moskau schied er im Halbfinale gegen den späteren Olympiasieger José Gómez mit einer Bronzemedaille im Mittelgewicht aus und gewann eine weitere Bronzemedaille bei der Europameisterschaft 1981 in Tampere, nachdem er im Halbfinale gegen Pedro van Raamsdonk verloren hatte. In einem der vorherigen Kämpfe hatte er diesmal Tarmo Uusivirta besiegt.

## Trainertätigkeit
Bei der Weltmeisterschaft 1982 in München setzte er sich von seiner Mannschaft ab und blieb in Deutschland, wo er 1988 das Diplom als staatlich geprüfter Trainer erhielt. Im Anschluss wurde er Nachwuchs-Bundestrainer und auch Bundestrainer an den Olympiastützpunkten Rhein-Neckar und Niedersachsen, sowie Cheftrainer der deutschen Mannschaft Leipzig Leopards in der World Series of Boxing (WSB).
Zudem trainierte er bereits Profiboxer wie Vincent Feigenbutz und Leon Bunn.

## Weiteres
2016 wurde er zum Ehrenbürger des Kreis Cluj ernannt.